# Gordion
Koordinaten: 39° 39′ 18″ N, 31° 59′ 39″ O

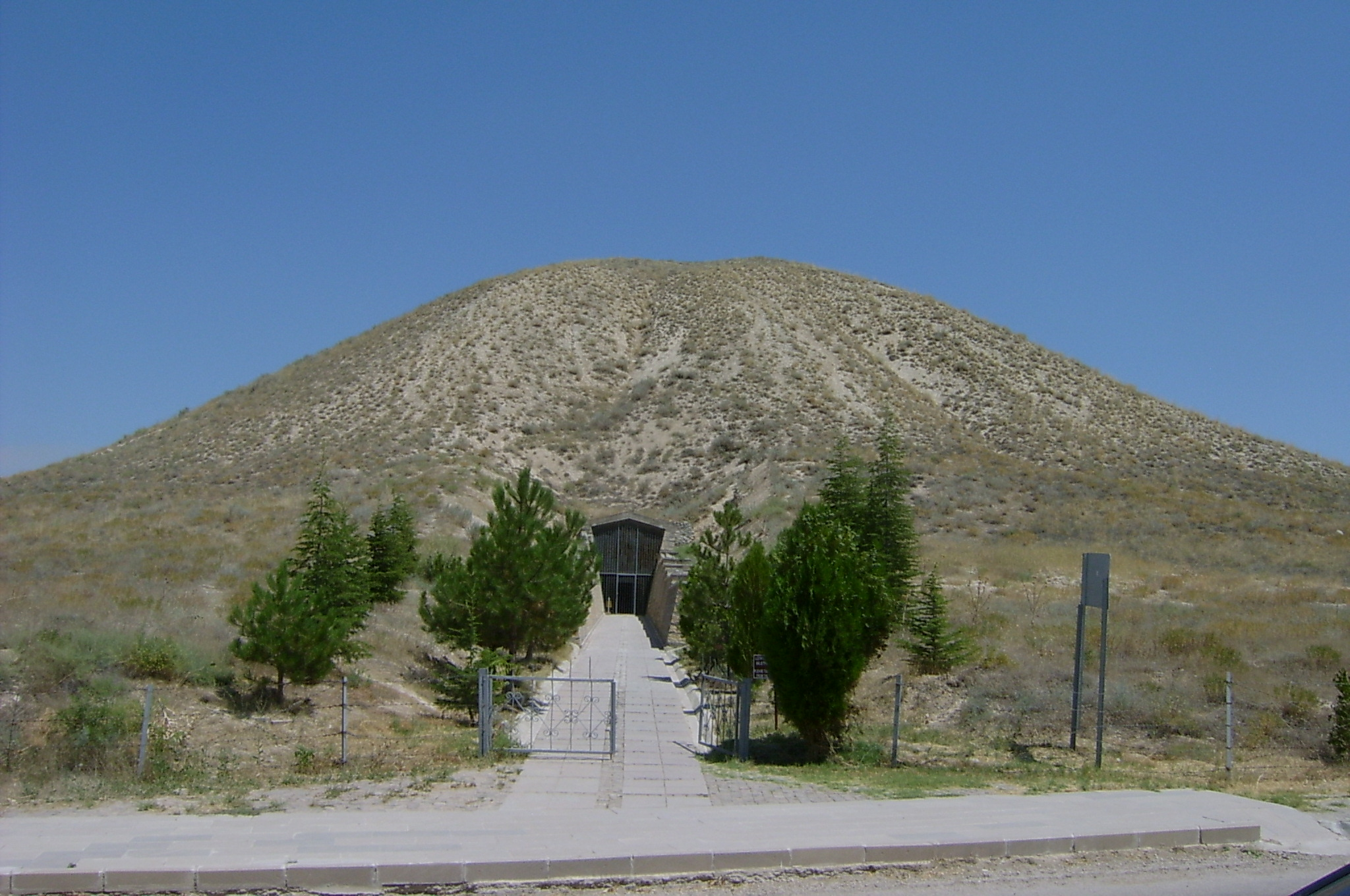
Großer Tumulus von Gordion

Gordion (griechisch Γόρδιον (n. sg.)) war die Hauptstadt des Phrygerreichs. Sie wurde 1895 von den Gebrüdern Gustav und Alfred Körte wiederentdeckt. 1900 führten diese erste Grabungen am Siedlungshügel durch und erforschten einige Tumulus-Gräber in der Umgebung. Seit 1950 wird der Fundplatz systematisch unter der Leitung von Archäologen der University of Pennsylvania ausgegraben.
2023 erklärte die UNESCO Gordion zum Weltkulturerbe.

## Geografie

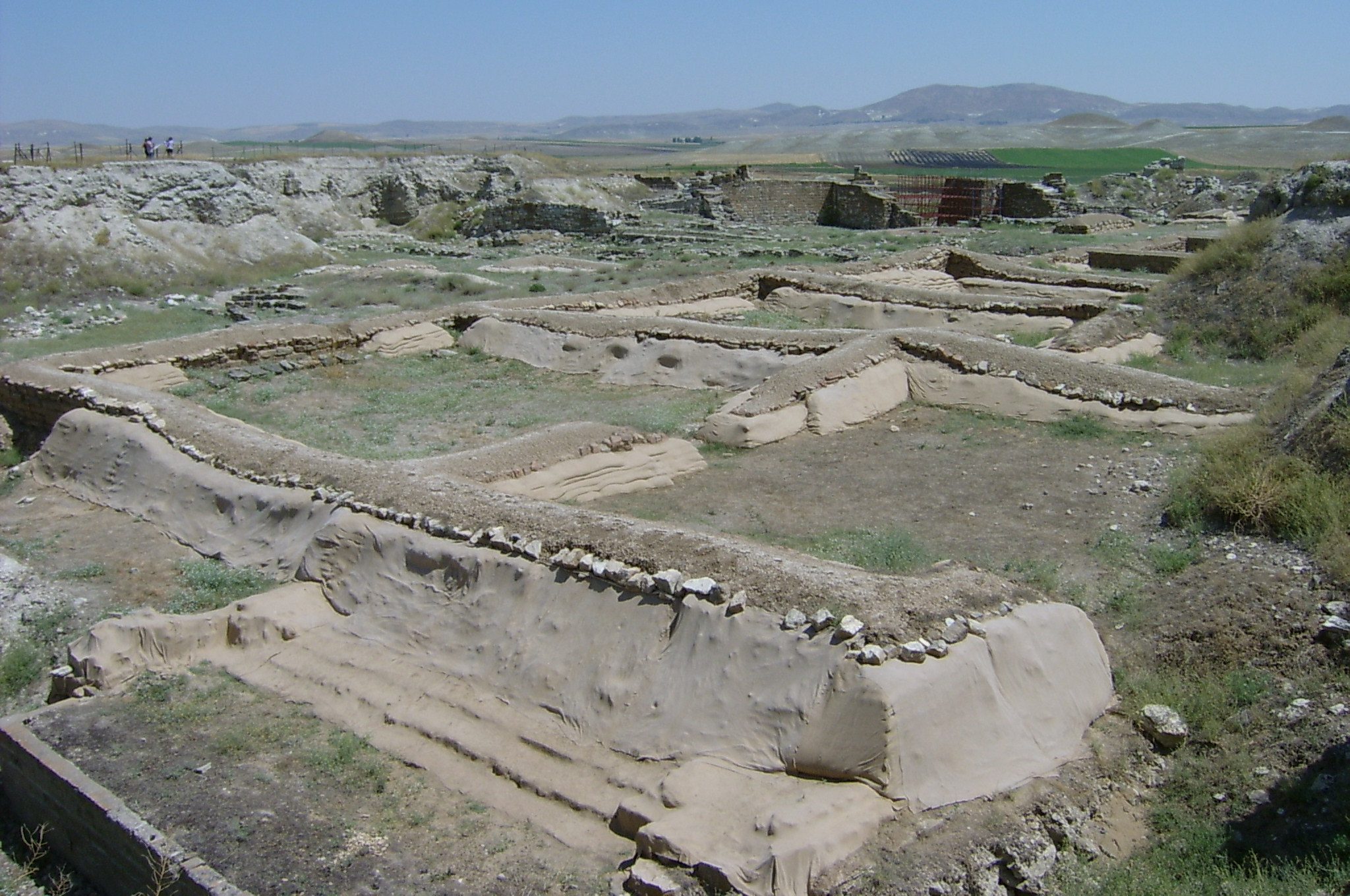
Ruinen am Akropolishügel

Gordion liegt ca. 80 km westsüdwestlich von Ankara beim Ort Yassıhüyük im Bezirk Polatlı der türkischen Provinz Ankara am Fluss Sangarios (heute Sakarya), in der Nähe der Stelle, an der der Porsuk Çayı in diesen mündet. Unmittelbar an Gordion vorbei führt die alte Königsstraße, die spätestens in persischer Zeit, vermutlich aber schon früher gebaut wurde. Die Oberstadt ist auf einem 40–70 Meter hohen Hügel errichtet. Spuren der Unterstadt wurden bei einem Survey Mitte der 1990er-Jahre entdeckt. Diese erstreckte sich sowohl östlich des Siedlungshügels als auch westlich, am anderen Ufer des Sangarios. Sie ist bisher noch nicht gründlich erforscht.

## Geschichte

### Frühzeit
Der Hügel wurde bereits in der Frühen Bronzezeit besiedelt, wie Tiefengrabungen ergeben haben. Darauf folgen Schichten der Mittleren und Späten Bronzezeit. Während der Späten Bronzezeit gehörte Gordion zum Reich der Hethiter. Auch diese Periode der Besiedlungsgeschichte des Hügels ist erst sporadisch erforscht. Die Funde haben eindeutig hethitischen Charakter. Zu Beginn des 12. Jahrhunderts v. Chr. wurde Gordion offenbar verlassen.

### Ältere Phase
Wahrscheinlich relativ bald und noch im 12. Jahrhundert v. Chr. erfolgte eine Wiederbesiedlung durch neue Bevölkerung, deren Keramik zunächst teilweise Parallelen zur Keramik der gleichzeitigen Schicht VII b1 (zweite Hälfte 12. Jahrhundert v. Chr.) von Troja aufweist. Es sind aber auch andere, eventuell alt-anatolische Elemente bei den neuen Bewohnern anzutreffen. In geringem Umfang könnten auch – die Befunde sind widersprüchlich – in der frühen Phase hethitische Traditionen fortgeführt worden sein. Mehrere Schichten dieser früh-eisenzeitlichen Besiedlung sind unterschieden worden. Diese Phase geht dann ohne kulturellen Bruch in die sogenannte älterphrygische Besiedlungsphase über. Nur diese und die nachfolgenden Phasen sind bisher gründlich untersucht.
In der älterphrygischen Phase wurden viele prächtige Gebäude in Megaron-Form errichtet. Vor dem Hauptraum befand sich ein halb abgetrennter Vorraum. Ein „Palast“ konnte nicht identifiziert werden, denn keines dieser Gebäude hebt sich in seinen Ausmaßen eindeutig von den übrigen ab. Vermutlich gehörten aber alle Bauten des Siedlungshügels zum Herrscher- bzw. Verwaltungsbezirk. Innen waren die Häuser teilweise sehr reich dekoriert, einige haben nachweislich ein Obergeschoss besessen. Durch die älterphrygische Oberstadt verliefen Mauern, deren Funktion noch nicht geklärt ist. Umgeben war die Oberstadt von einer mächtigen Mauer, deren Nordtor gut erforscht ist. Es handelt sich um eine Bastion, die ihre stärksten Parallelen in den Befestigungen von Troja VI hat. Das ist bemerkenswert, denn die Errichtung der Stadtmauern Gordions erfolgte mehrere Jahrhunderte später als in der VI. Stadt Trojas. Auch wenn das Nordtor Gordions vier Bauphasen hat und man die früheste für das 10. Jahrhundert v. Chr. annimmt, fehlen zeitliche und räumliche Bindeglieder zwischen der Befestigung von Troja VI und Gordion. Die phrygischen Bauten wurden zumeist in einer Art Fachwerkbau konstruiert: Holzbalken stützten Steinmauern und Lehmziegelaufsätze. Ein großes Projekt zur Neugestaltung der Oberstadt war mitten im Gange, als das älterphrygische Gordion völlig zerstört wurde.
Bis zum Beginn des 21. Jahrhunderts nahm die Forschung an, dass das sogenannte älterphrygische Gordion kurz nach 700 v. Chr. endete. Aus assyrischen und griechischen Quellen ist zu entnehmen, dass die Kimmerier 697 oder 676 v. Chr. für eine Zerstörung Gordions verantwortlich waren. Mit der Eroberung Gordions brach auch das Phrygerreich zusammen. Neue naturwissenschaftliche Datierungen haben ergeben, dass diese Siedlungsphase Gordions bereits um oder kurz vor 800 v. Chr. ein gewaltsames Ende fand. Die Neudatierungen wurden von Oscar White Muscarella mehrmals energisch kritisiert, werden aber durch 14C-Daten aus den eisenzeitlichen Schichten in Ḫattuša gestützt.

### Mittlere und späte Phase
Nach der Zerstörung wurde Gordions Oberstadt bald neu gebaut. Dabei wurden die zerstörten Gebäude der älterphrygischen Phase künstlich mit einer bis zu 10 Meter dicken Schuttschicht bedeckt, auf der dann das neue „mittelphrygische“ Gordion errichtet wurde. Dessen Gebäude ähneln denen der älterphrygischen Phase stark, teilweise weisen sie sogar die gleiche Ausrichtung auf. Am Übergang von der mittelphrygischen (ca. 800–550 v. Chr.) zur achämenidischen Phase (ca. 550–330) geriet Gordion unter persische Herrschaft. Auf dem Siedlungshügel soll eine persische Garnison stationiert gewesen sein.
Da sich die Ausgrabungen lange Zeit auf die Untersuchung der älteren Siedlungsphasen konzentrierten, ist das Gordion der persischen und hellenistischen Zeit wenig erforscht. In den letzten Jahren sind aber eine Reihe keltischer Artefakte ans Licht gekommen, die belegen, dass Gordion in hellenistischer Zeit von Galatern besiedelt worden war. In römischer Zeit verlor Gordion immer mehr an Bedeutung und wurde schließlich verlassen und vergessen, bis es Ende des 19. Jahrhunderts wiederentdeckt wurde.

## Grabtumuli in der Umgebung
In der Umgebung von Gordion gibt es über 100 Tumuli, Grabhügel mit Körperbestattungen. Teils haben sie große Ausmaße und sehr reiche Grabbeigaben. Im größten dieser Tumuli, der auch mit Abstand die meisten Beigaben hatte, fanden Archäologen das Skelett eines etwa 60- bis 70-jährigen Mannes. Da für Holzreste durch dendrochronologische Untersuchungen zunächst ein Fälldatum von ca. 718 v. Chr. ermittelt wurde, nahm man an, es könne sich um das Grab des Königs Midas handeln. Dieser ist sowohl aus assyrischen als auch griechischen Quellen bekannt. Er soll bei der Eroberung Gordions Selbstmord begangen haben. Neueste Untersuchungen legen aber ein etwas älteres Datum des Grabes nahe. Das Fälldatum eines Wacholderstamms, der zum Bau des Grabs verwendet wurde, ließ sich auf 740 v. Chr. +7/−3 Jahre bestimmen. Vermutlich ist es eher das Grab seines Vorgängers, der nach griechischer Überlieferung Gordios hieß. Eine Rekonstruktion der Grabkammer ist im Museum für anatolische Zivilisationen in Ankara zu besichtigen.